# جيسي هينز
جيسي هينز (بالإنجليزية: Jesse Haines)‏ هو لاعب كرة قاعدة أمريكي، ولد في 22 يوليو 1893 في كلايتون في الولايات المتحدة، وتوفي في 5 أغسطس 1978 في دايتون في الولايات المتحدة.

## وصلات خارجية
- جيسي هينز على موقع دوري كرة القاعدة الرئيسي (الإنجليزية)
- جيسي هينز على موقعبيزبول رفرنس.كوم (الدوري الرئيسي) (الإنجليزية)
- جيسي هينز على موقعبيزبول رفرنس.كوم (الدوري الثانوي) (الإنجليزية)
- جيسي هينز على موقع جمعية أبحاث البيسبول الأمريكية (الإنجليزية)
- جيسي هينز على موقع مشجعي الرسوم البيانية (الإنجليزية)
- جيسي هينز على موقع قاعة مشاهير كرة القاعدة (الإنجليزية)